# Symbrenthia violetta
Symbrenthia violetta är en fjärilsart som beskrevs av Hagen 1896. Symbrenthia violetta ingår i släktet Symbrenthia och familjen praktfjärilar. Inga underarter finns listade i Catalogue of Life.